# Rayos crepusculares

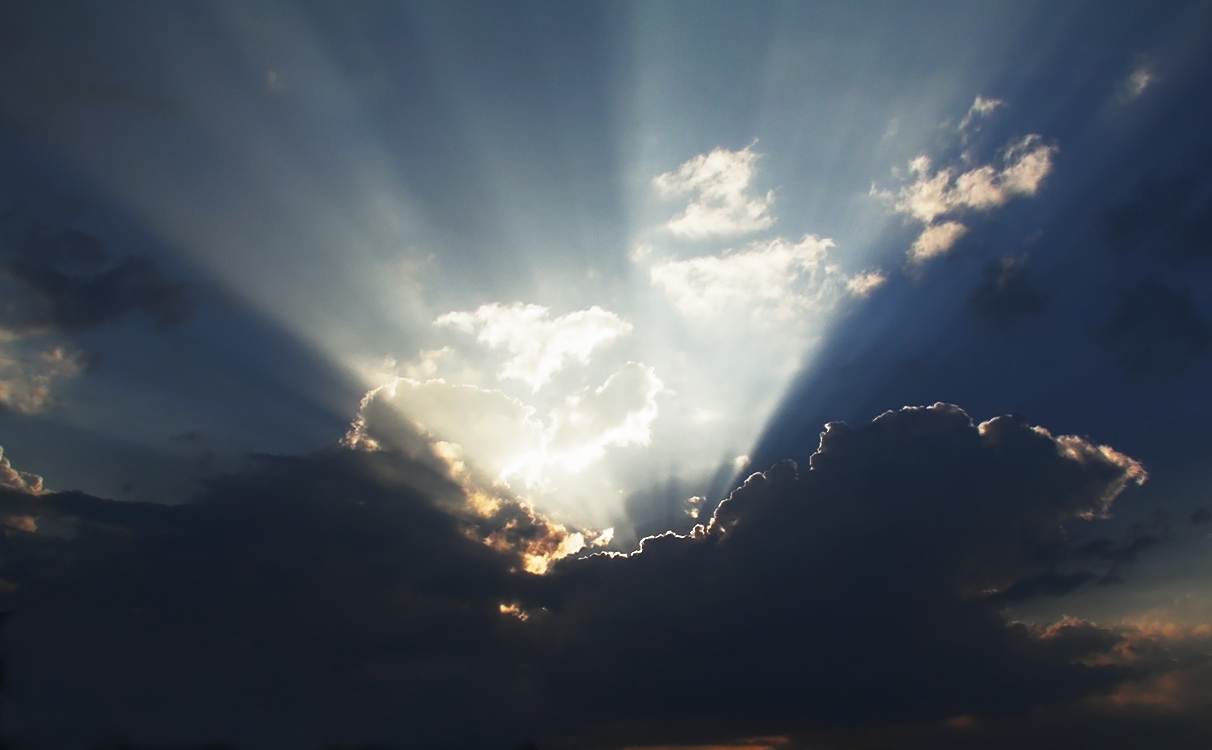
Rayos crepusculares al atardecer.

Los rayos crepusculares en óptica atmosférica, son rayos de luz solar que parecen irradiar desde un punto único en el cielo. Estos rayos, que fluyen a través de aberturas en las nubes (sobre todo estratocúmulos), o entre otros objetos, son columnas de aire iluminado por el sol separados por oscuras regiones de sombra de nubes. El nombre viene de sus apariciones frecuentes durante las horas crepusculares (amanecer y atardecer), cuando los contrastes entre luz y oscuridad son los más obvios. Crepuscular viene de la palabra latina crepusculum que significa crepúsculo.

## Sinonimia
Los rayos crepusculares también se denominan rayos repentinos, escalera de Jacob, escalera al cielo, rayos de Dios, rayos de Buda, rayos de luz de Jesús, rayos del Espíritu Santo y dedos de Dios.

## Apariencia
Los rayos crepusculares son casi paralelos, pero parecen divergir debido a la perspectiva lineal. A menudo se produce cuando objetos tales como los picos de las montañas o las nubes ocultan parcialmente los rayos del sol como una capa de nubes. Varios compuestos del aire dispersan la luz del sol y hacen que estos rayos sean visibles, debido a la difracción, reflexión y dispersión.
Los rayos crepusculares también pueden ser visibles de vez en cuando bajo el agua, sobre todo en las zonas árticas, que aparecen a partir de las plataformas de hielo o las grietas en el hielo.
Existen tres formas primarias de los rayos crepusculares:
- Los rayos de luz que penetran agujeros en las nubes bajas (también llamada "Escalera de Jacob").
- Los rayos de luz divergentes detrás de una nube.
- Rayos pálidos, rosados o rojizos que se irradian desde el horizonte. Estos son a menudo confundidos con los pilares de luz.

Se observan con frecuencia al amanecer y al atardecer, cuando las nubes altas como cumulonimbus y las montañas pueden ser más eficaces en la creación de estos rayos.

## Rayos anticrepusculares
Los rayos crepusculares y anticrepusculares se generan de la misma manera. Los rayos en algunos casos pueden extenderse por el cielo y parecer converger en el punto antisolar, que es el punto sobre la esfera celeste directamente opuesto al sol, y se les llama rayos anticrepusculares. Al igual que los rayos crepusculares, son ejes paralelos de la luz del sol a través de los agujeros en las nubes, y su aparente convergencia es un efecto de perspectiva. No son tan fáciles de ver como los rayos crepusculares.

## Color
Los rayos crepusculares son generalmente de color rojo o amarillo, en apariencia, porque el camino a través de la atmósfera al amanecer y al atardecer pasa a través de hasta 40 veces tanto aire como los rayos de sol de mediodía. Las partículas en el aire dispersan la luz de onda corta (azul y verde) a través de la dispersión de Rayleigh con mucha más fuerza que la longitud de onda de las luces rojas y amarillas.

## Galería

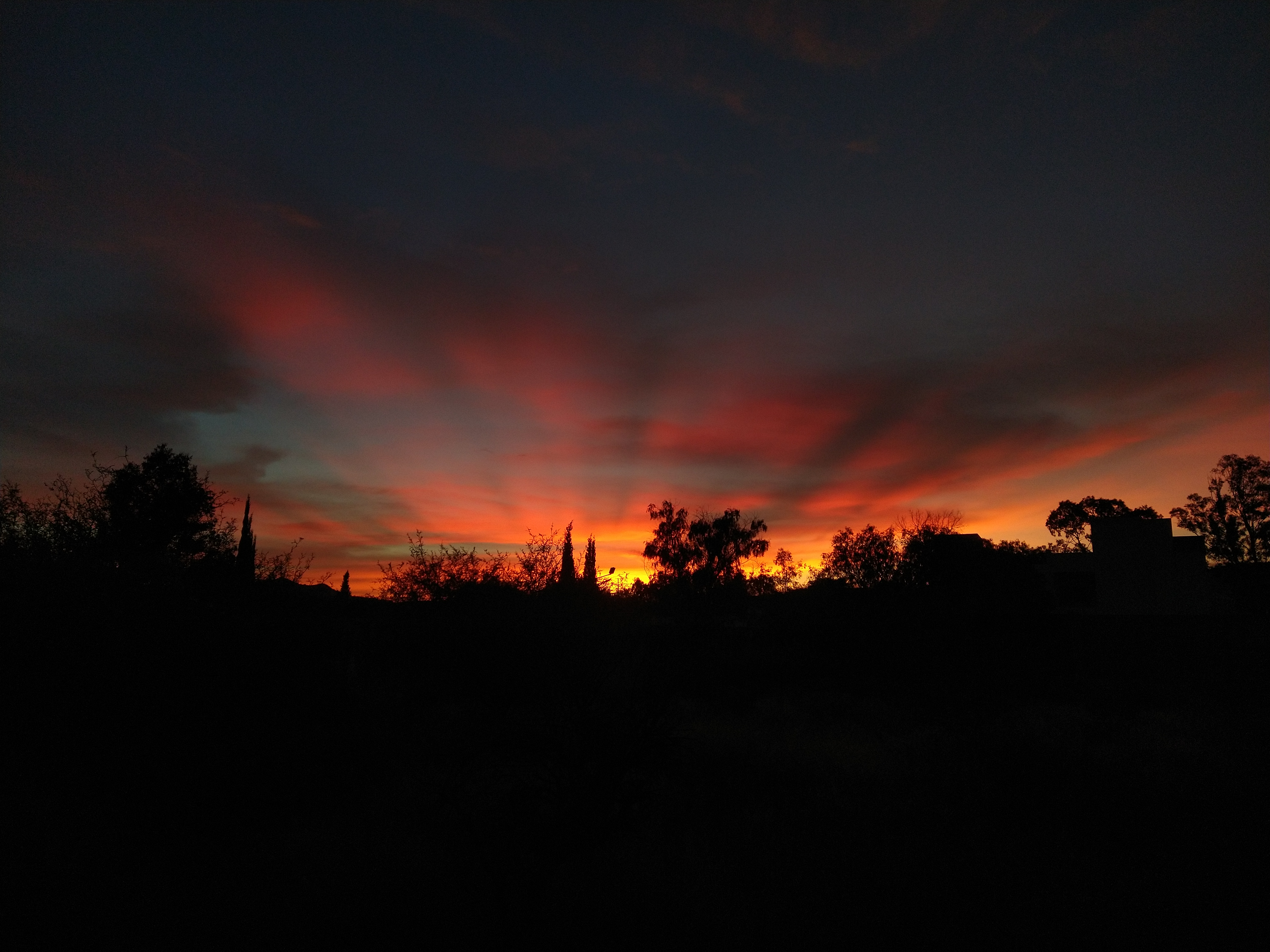
Rayos crepusculares tras el ocaso en Aguascalientes.
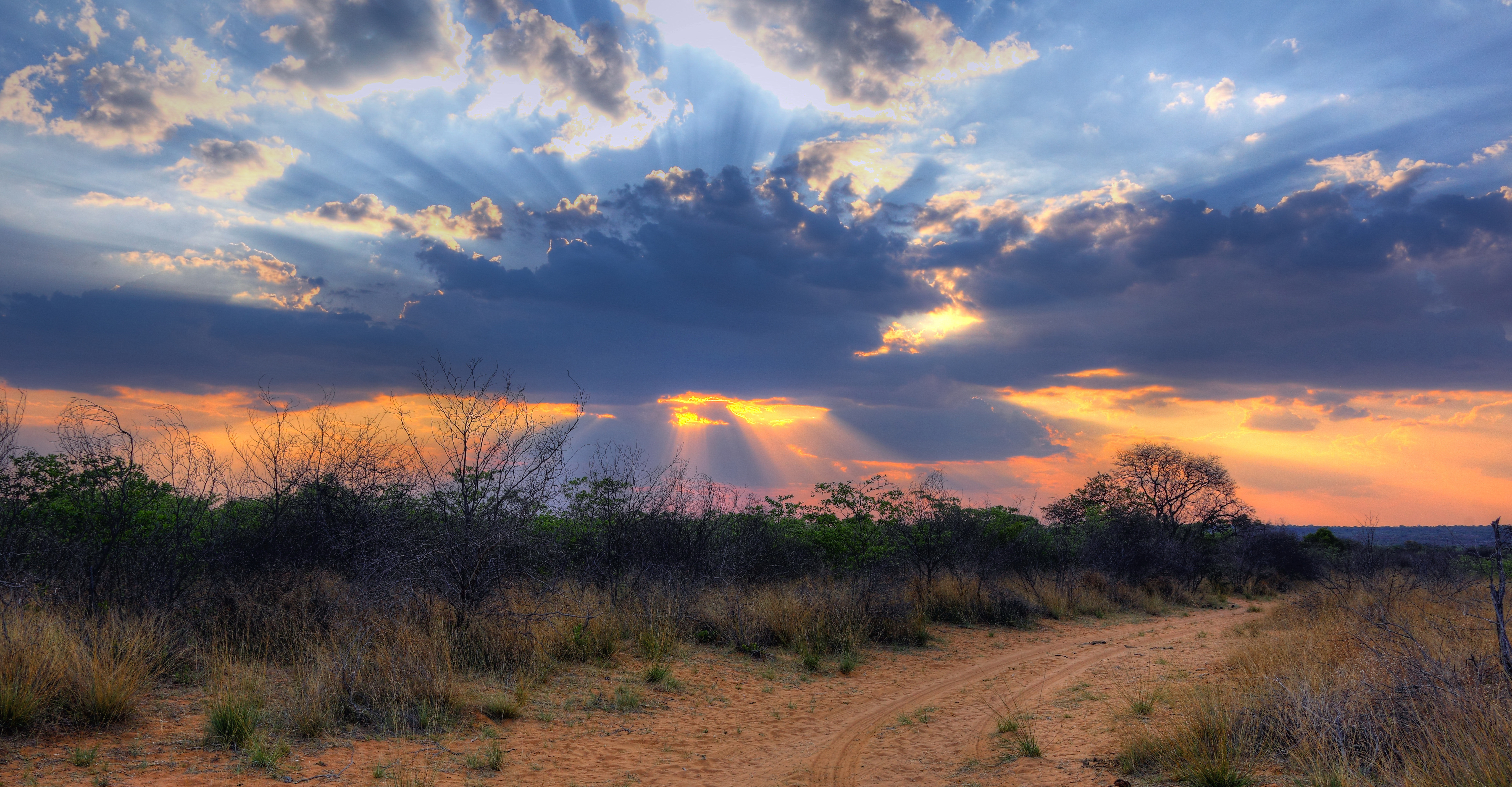
Rayos crepusculares, tomados cerca del Parque Nacional Waterberg, Namibia.
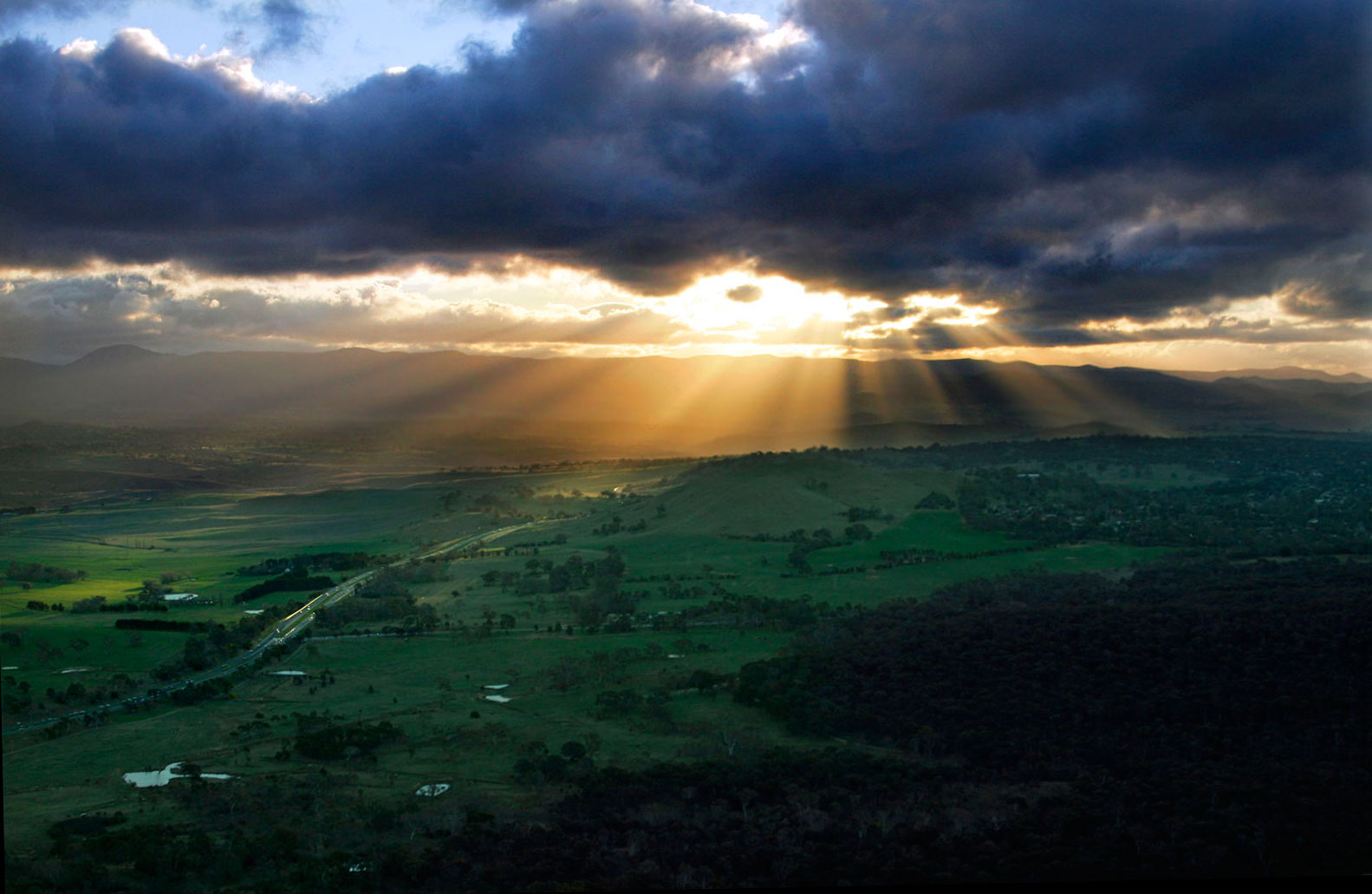
Rayos crepusculares en la Torre Telstra, Canberra.
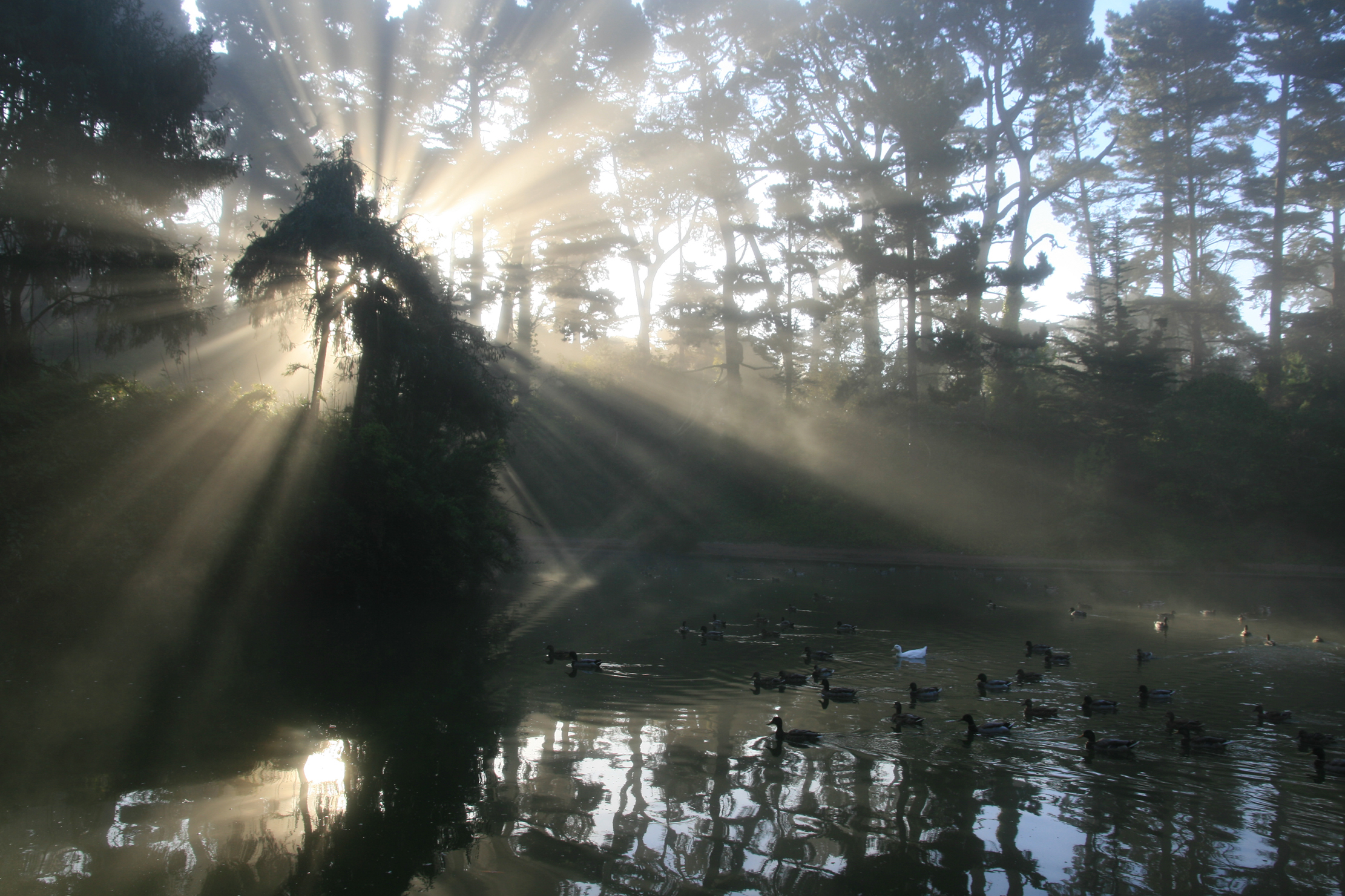
Rayos crepusculares en Golden Gate Park.
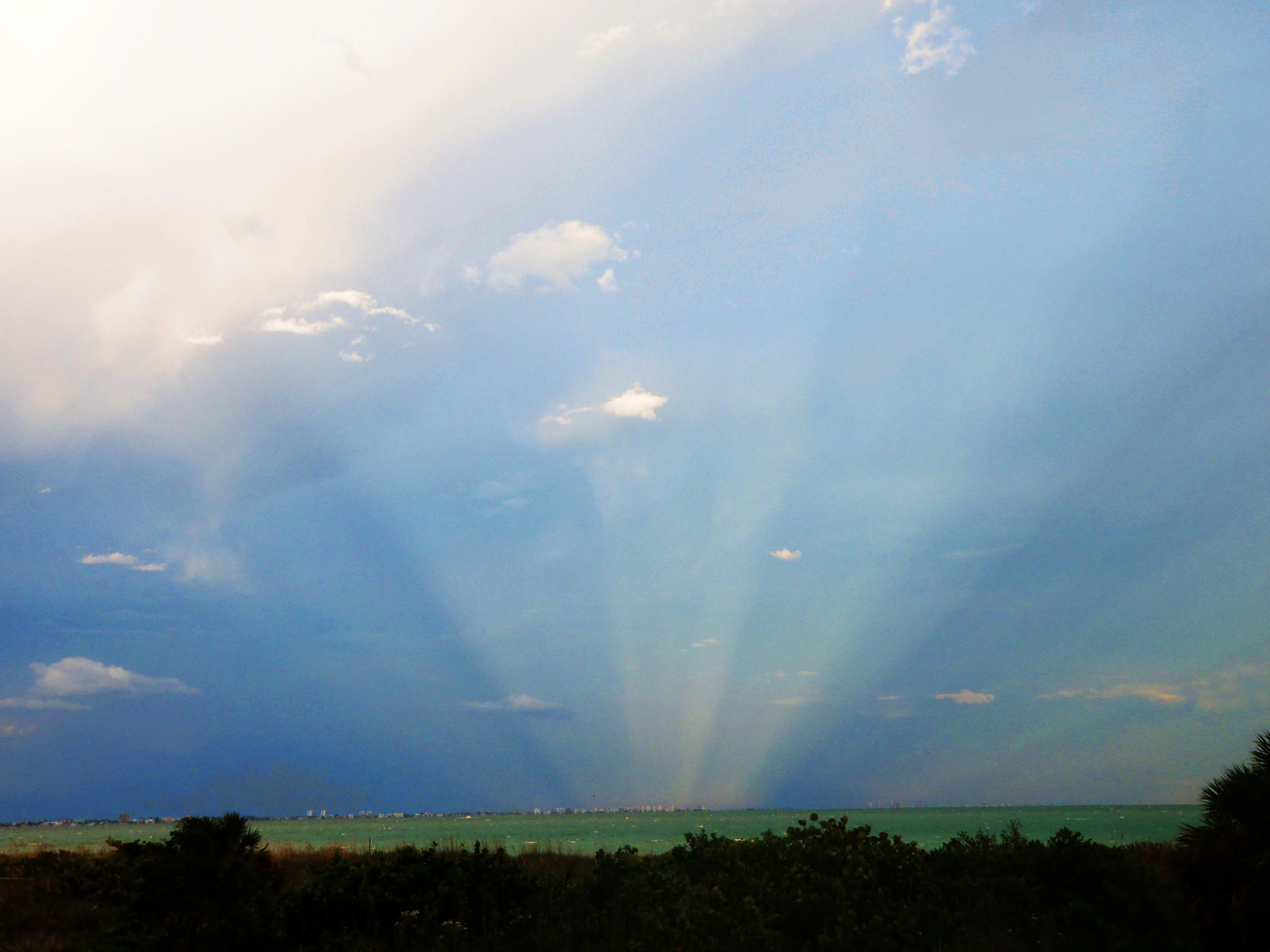
Rayos anticrepusculares frente a la puesta de sol frente a la Costa del Golfo de los Estados Unidos de Florida.
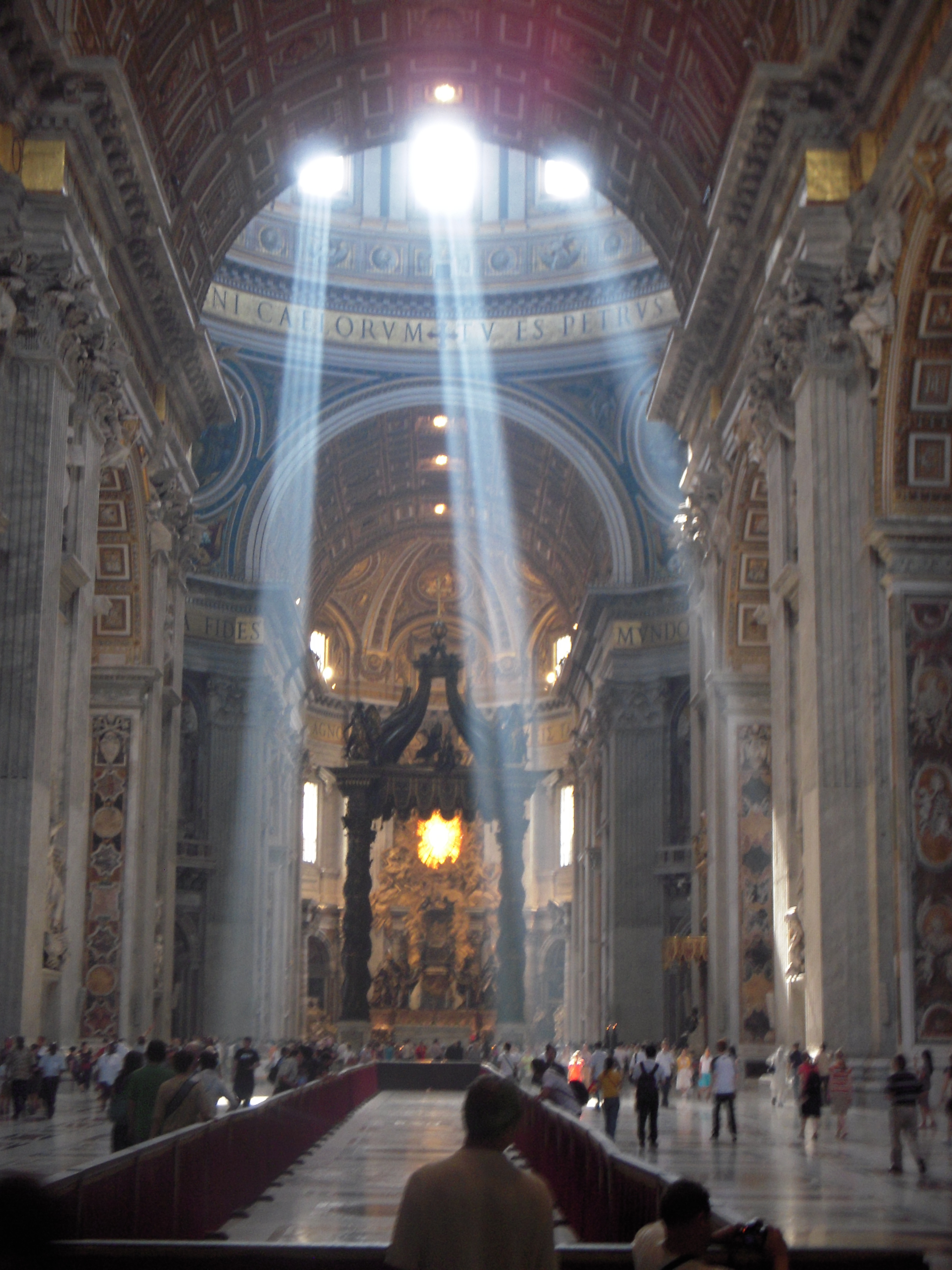
Rayos crepusculares al mediodía en la Basílica de San Pedro, Ciudad del Vaticano.
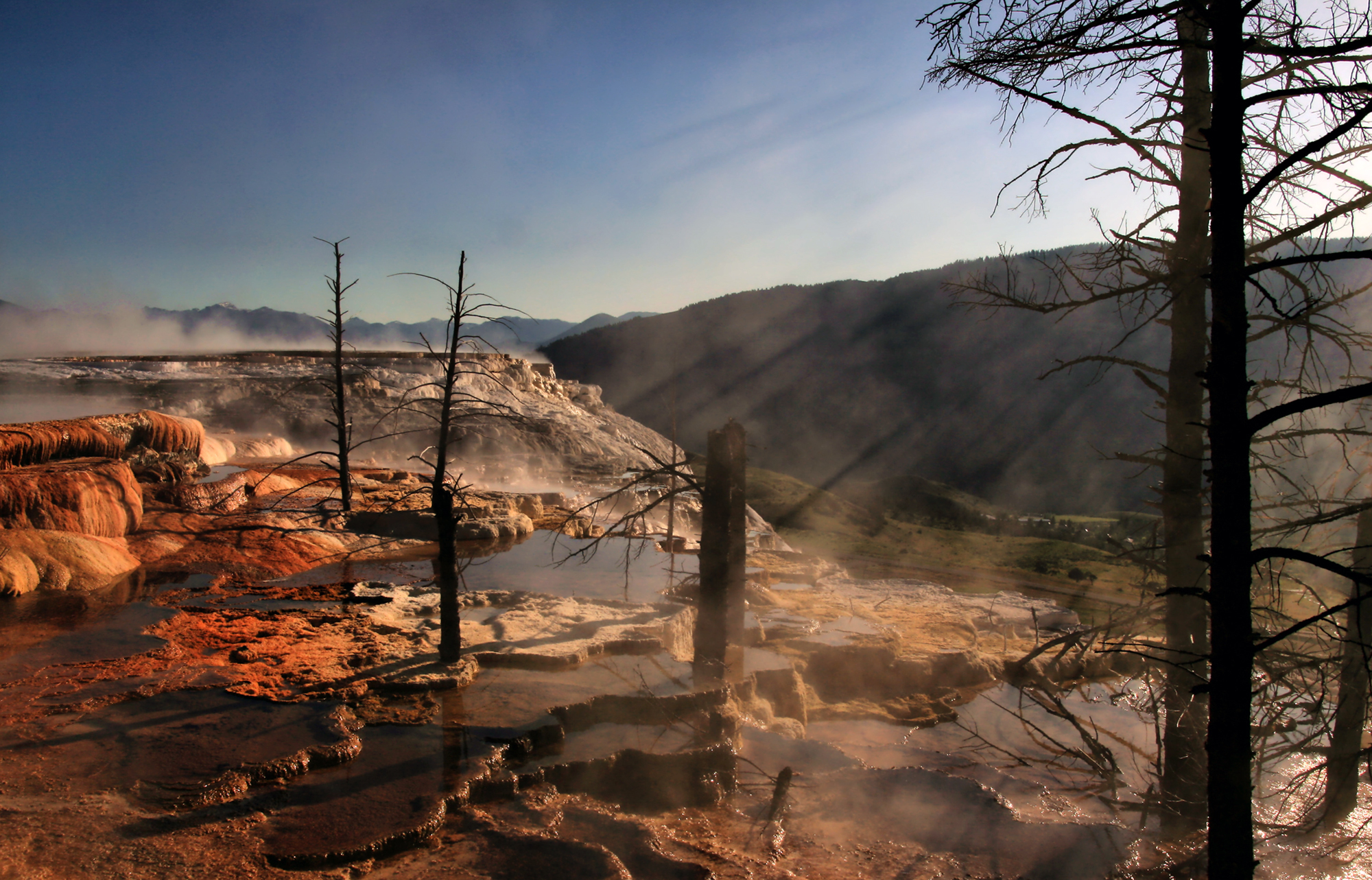
Rayos crepusculares en el vapor de las aguas termales en el Parque Nacional Yellowstone.
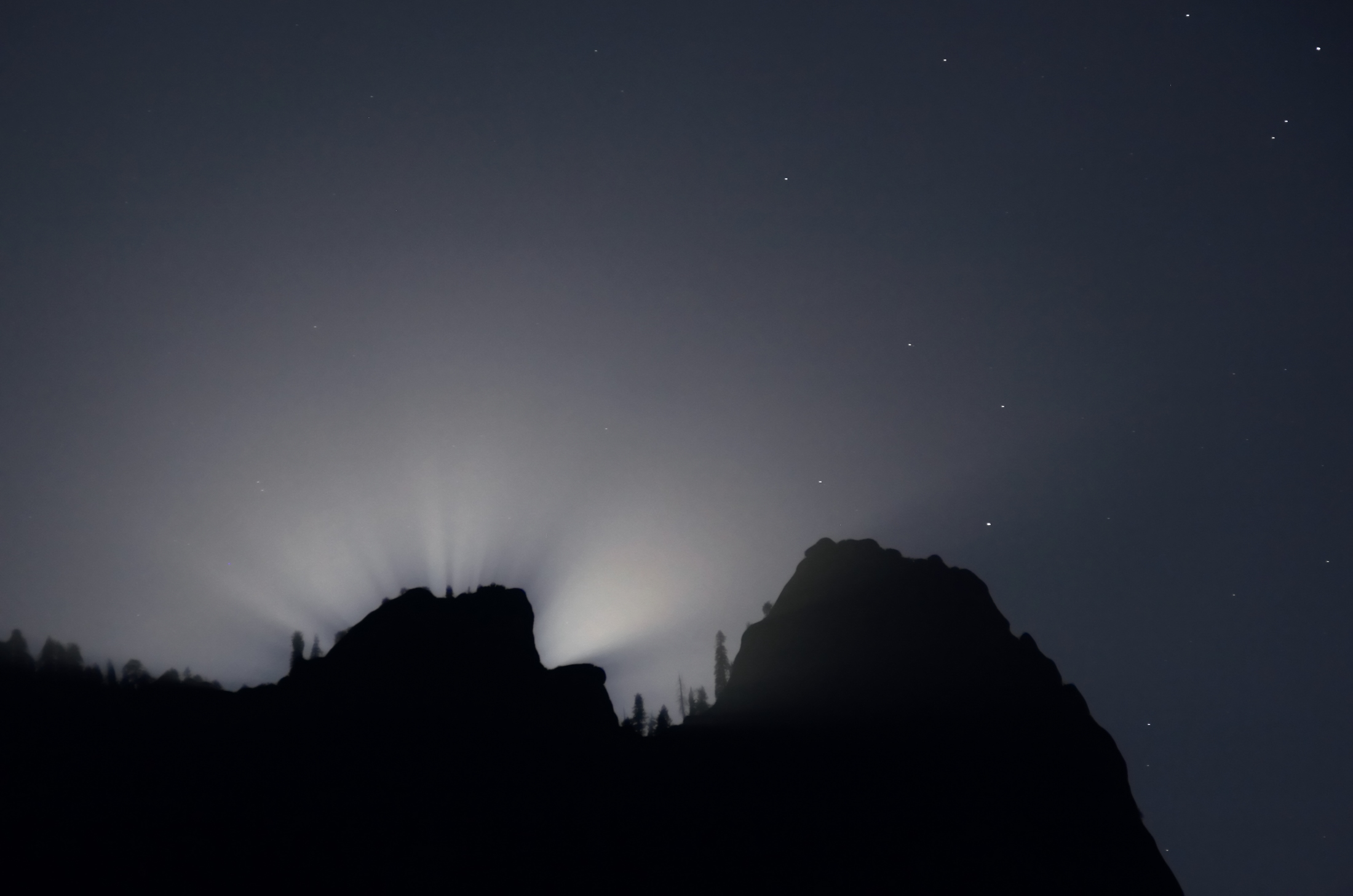
Rayos crepusculares lunares.
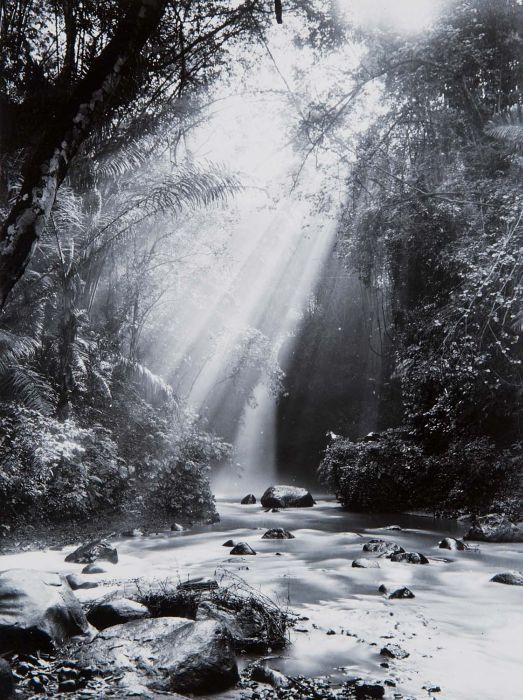
Rayos crepusculares en el Salto Dago cerca de Bandung, 1920-1932.
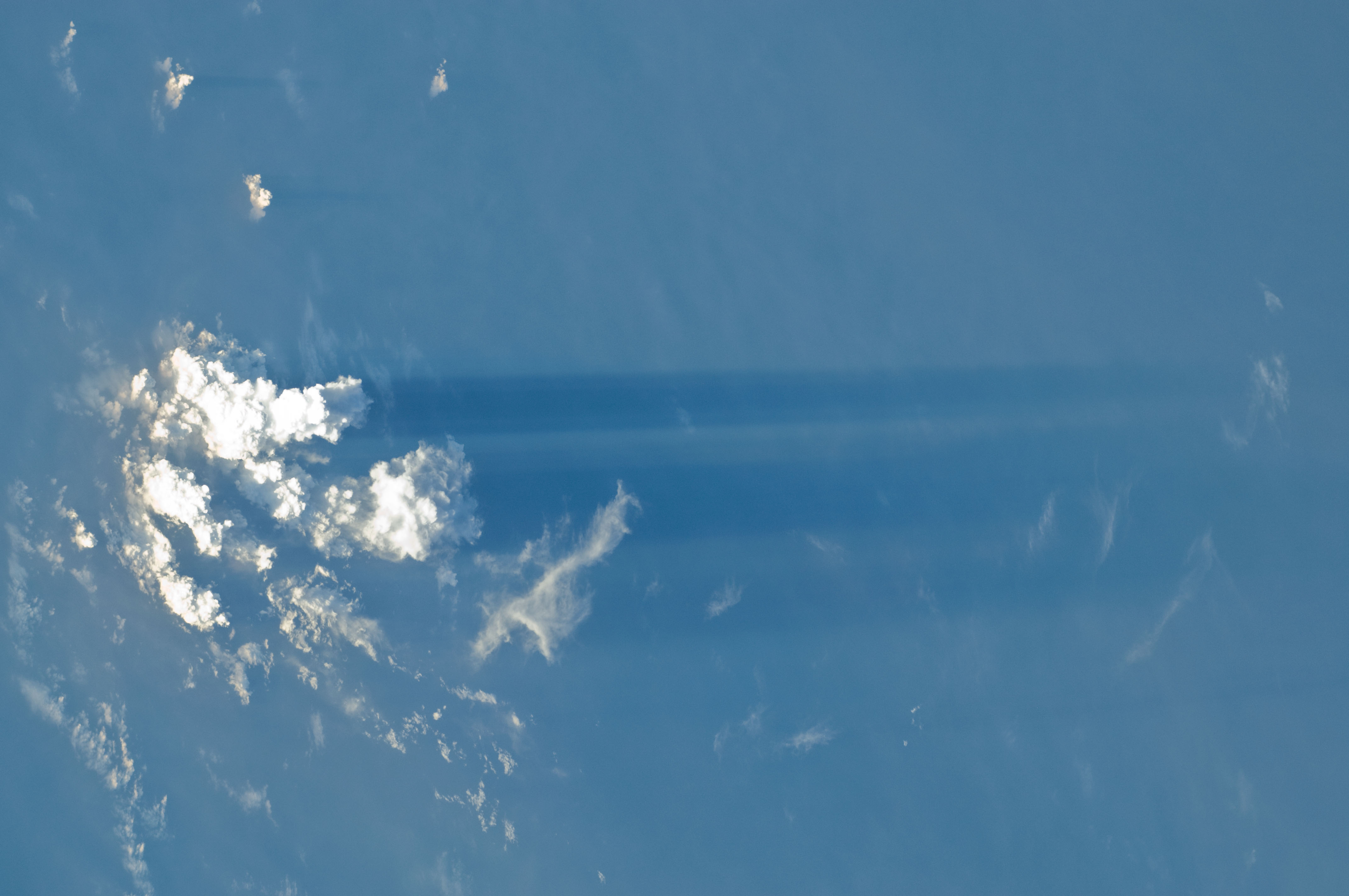
Esta fotografía de un astronauta de la ISS ofrece una perspectiva inusual de ver por encima de algunos rayos crepusculares y un claro ejemplo de su carácter paralelo.